# Para Esmé — com Amor e Sordidez
For Esmé — with Love and Squalor (Brasil: Para Esmé — Com Amor e Sordidez ) é um conto de JD Salinger. Ele relata o encontro de um sargento americano com uma jovem antes de ser enviado para o combate na Segunda Guerra Mundial. Originalmente publicado no The New Yorker em 8 de abril de 1950, foi antologado em Nove Histórias de Salinger dois anos depois (enquanto o título americano da coleção de contos é Nove Histórias, é intitulado como Para Esmé — Com Amor e Sordidez na maioria dos países).
O conto tornou-se imediatamente popular entre os leitores; menos de duas semanas após sua publicação, em 20 de abril, Salinger "já havia recebido mais cartas sobre 'Para Esmé' do que sobre qualquer história que ele havia publicado". De acordo com o biógrafo Kenneth Slawenski, a história é "amplamente considerada uma das melhores peças literárias resultantes da Segunda Guerra Mundial". Um autor chamado Paul Alexander a chama de "pequenina obra-prima".
Quando Salinger enviou a história para o The New Yorker no final de 1949, ela foi inicialmente rejeitada, e ele então reeditou seu manuscrito, encurtando-o em seis páginas.

## Trama
O narrador recebe um convite para um casamento que acontecerá na Inglaterra, mas não poderá comparecer porque a data do casamento é a mesma da visita planejada pela mãe de sua esposa. O narrador não conhece o noivo, mas conhece a noiva, tendo-a conhecido quase seis anos antes. Sua resposta ao convite é oferecer algumas cartas escritas para a noiva.
O primeiro dos dois capítulos relatados pelo narrador ocorre durante uma tarde tempestuosa em Devon, Inglaterra, em 1944. Um grupo de soldados americanos alistados está concluindo o treinamento para operações de inteligência nos próximos desembarques do Dia-D. O narrador faz um passeio solitário pela cidade e entra em uma igreja para ouvir um ensaio do coral infantil. Uma das integrantes do coral, uma menina de cerca de treze anos, tem uma presença e um comportamento que chamam sua atenção. Ao partir, ele descobre que foi estranhamente afetado pelo canto "melódico e nada sentimental" das crianças.
Ao entrar em uma casa de chá para escapar da chuva, o narrador encontra a menina novamente, desta vez acompanhada de seu irmão mais novo e de sua governanta. Percebendo sua solidão, a garota começa a conversar com o narrador. O leitor descobre que seu nome é Esmé e que ela e seu irmão Charles são órfãos — a mãe morreu e o pai foi morto no Norte da África enquanto estava servindo no Exército Britânico. Ela usa seu grande relógio de pulso militar como lembrança. Esmé é inteligente, bem-educada e madura para sua idade, mas está preocupada por ser uma "pessoa fria" e está se esforçando para ser mais "bondosa".
No capitulo seguinte, a cena muda para um cenário militar, e há uma mudança deliberada no ponto de vista; o narrador não se refere mais a si mesmo como "eu", mas como "Sargento X". As forças aliadas estão ocupando a Alemanha nas semanas seguintes ao Dia da Vitória na Europa . O Sargento X está na Baviera e acaba de retornar ao seu alojamento após visitar um hospital de campanha, onde foi tratado de um colapso nervoso. Ele ainda apresenta os sintomas de seu transtorno mental. O "Cabo Z" (sobrenome Clay), um colega soldado que serviu próximo a ele, comenta casualmente e insensivelmente sobre a deterioração física do sargento. Quando Clay vai embora, o Sargento X começa a bagunçar um monte de cartas fechadas e descobre um pequeno pacote, com carimbo postal de Devon quase um ano antes. Ele contém uma carta de Esmé e Charles, e ela incluiu o relógio de pulso de seu pai – "um talismã" – e sugere ao Sargento X que ele "o use durante toda a guerra". Profundamente comovido, ele imediatamente começa a se recuperar de sua descida à desilusão e ao vazio espiritual, recuperando suas "faculdades".

## Análise
À medida que a guerra se desvanecia na memória, a América levava um "patriotismo inquestionável e uma conformidade crescente", e uma versão romântica da guerra substituía gradualmente as suas realidades devastadoras. Salinger queria falar por aqueles que ainda lutavam para lidar com os aspectos "inglórios" do combate.
“Para Esmé — com Amor e Sordidez” foi concebido como uma homenagem aos veteranos da Segunda Guerra Mundial que, na vida civil da pós-guerra, ainda sofriam da chamada “fadiga de batalha” – transtorno de estresse pós-traumático . A história também serviu para transmitir ao público em geral o que muitos ex-soldados suportaram.
Salinger serviu como suboficial dos serviços de inteligência na frente europeia – o narrador "Sargento X" é "suspeitosamente parecido com o próprio Salinger". A história é mais do que uma mera recordação pessoal; é antes um esforço para oferecer esperança e cura – uma cura da qual o próprio Salinger participou. Slawenski salienta que “embora possamos reconhecer Salinger no personagem do Sargento X, os veteranos da [IIGM] da época reconheceram-se a si próprios”.

## Personagens
- Sargento X: O narrador da história. Pouco antes de embarcar para a Normandia, na primeira parte, ele descreve seu encontro com uma jovem em Devon. A segunda parte, contada na terceira pessoa, é sobre a crise vivida pelo herói durante os dias de guerra. Nesta seção, seu nome é mencionado como Sargento X.
- Esmé: Ela é uma garota de treze anos que o Sargento X conheceu um dia antes de entrar na guerra. Na segunda parte da história, Esmé lhe envia uma carta enquanto o Sargento X está em guerra. No início da história, é explicado aos leitores que Esmé irá se casar e também convidou o Sargento X para a cerimônia de casamento.
- Charles: irmão de cinco anos de Esmé. Ele está com Esmé no dia em que conhece o Sargento-chefe.
- Cabo Z (Clay): Ele é o colega de quarto do Sargento X nos dias europeus após o desembarque. Clay, um homem emotivo, simples e rude, é considerado o símbolo da parte de privação da história.[6]
- Loretta: A noiva de Clay. Ela frequentemente escreve cartas para Clay durante a guerra.
- Sra. Megley: A Sra. Megley, cuidadora de Esmé e Charles, é a pessoa que levou as crianças à casa de chá no dia em que conheceram o Sargento X.
- Esposa do Sargento X: No começo da história, o narrador (Sargento X) lembra do nome. X explica que eles decidiram não ir ao casamento de Esmé depois de conversar com sua esposa.
- Grencher: Sogra do Sargento X. O nome é mencionado no início da história.
- Irmão mais velho do Sargento X: Na segunda parte da história, ele lê uma carta escrita sem pensar por seu irmão mais velho X.